# Zetorchestes phylliferus
Zetorchestes phylliferus är en kvalsterart som beskrevs av Sandór Mahunka 1983. Zetorchestes phylliferus ingår i släktet Zetorchestes och familjen Zetorchestidae. Inga underarter finns listade i Catalogue of Life.